# Уыкро

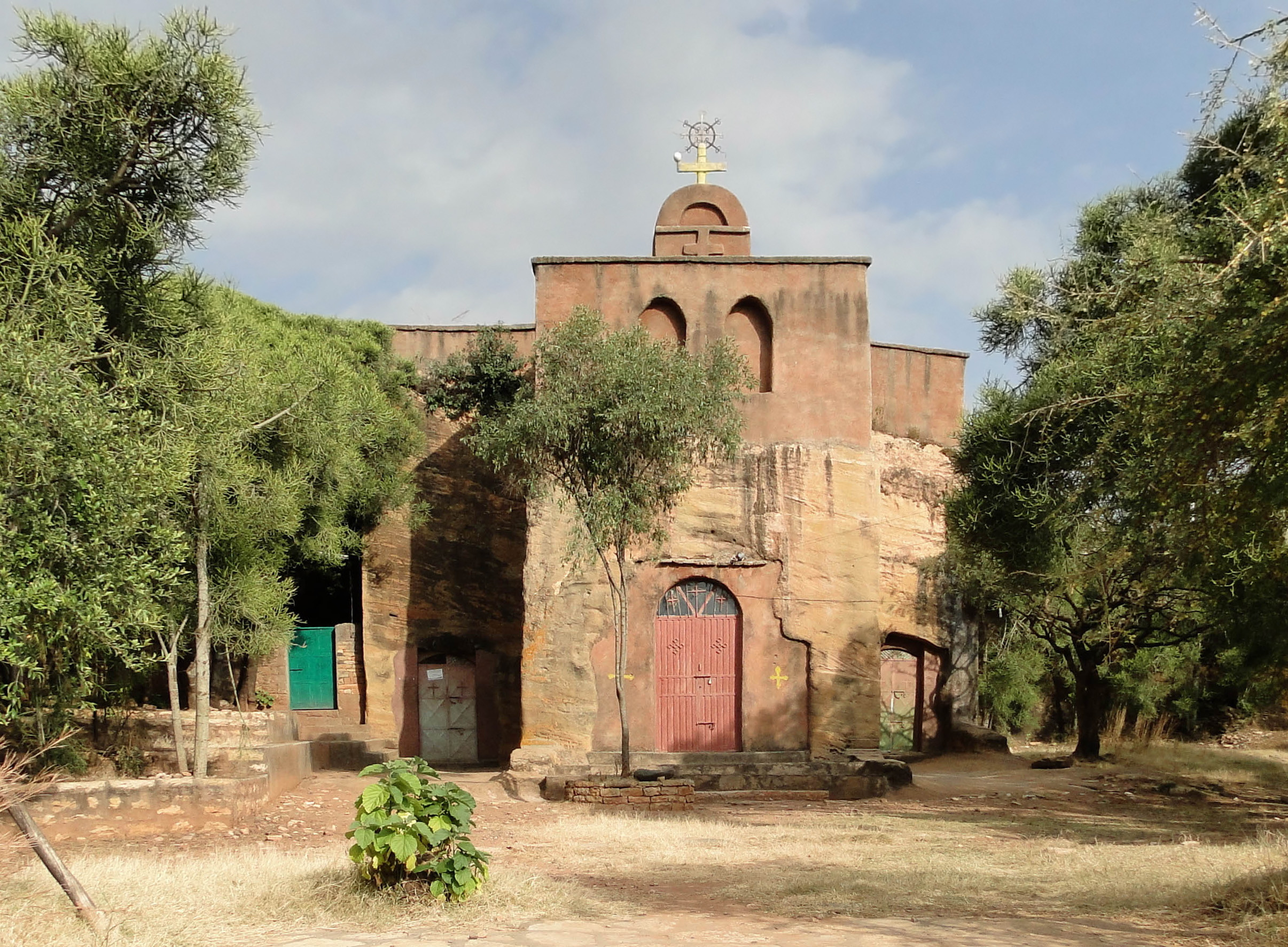
Церковь Уыкро (Wukro Chirkos)

Уыкро (Тигринья: ውቕሮ)  — город в зоне Восточный Тыграй региона Тыграй, Эфиопия. Расположен вдоль реки Генфель. Высеченные в скале церкви вокруг Уыкро являются наиболее характерными достопримечательностями города. В более ранних источниках этот район обычно упоминается как Донголо (Геэз: ዶንጎሎ) до основания Уыкро как современного города, по названию главной деревни поблизости. В то время как термин Уыкро первоначально упоминался только как церковный район, находящийся на территории деревни Донголо. Благодаря созданию современной инфраструктуры, район вокруг Уыкро сам по себе превратился в город, таким образом отделившись от Донголо, и сам стал экономическим и административным центром. Название города происходит от слова на языке Тигринья, обозначающего сооружение, высеченное из живого камня . Население на 2007 год — 30 210 человек.

## История
Во время итальянской оккупации, в 1938 году, в городе были магазины и гостиница-ресторан, автосервис, телефонно-телеграфная контора и медпункт. Он был характеризован как «развивающийся итальянский город». Франческо Бальдассаре основал мельницу в Уыкро, но забросил её, когда итальянцы потерпели поражение в 1941 году. Хайле Мариам Редда использовала Уыкро в качестве своей штаб-квартиры во время Войанского восстания, пока Рас Абебе Арегаи не захватил город 17 октября 1943 года.
Уыкро сильно пострадал во время Тыграйской войны. В середине ноября 2020 года он подвергся бомбардировке, а через несколько недель подвергся артиллерийскому обстрелу, что привело к сильному разрушению имущества и гибели нескольких мирных жителей. Произошло разграбление государственной и частной собственности, в результате чего магазины опустели, а больница была разрушена на 75 %.

## Демография
По данным переписи населения 2007 года, проведенной Центральным статистическим агентством, в городе проживало 30 210 человек. Большинство жителей заявили, что исповедуют эфиопское православное христианство, а 6,03 % населения исповедуют ислам. По данным переписи 1994 года, в городе проживало 16 421 человек.